# Электрохимический суперконденсатор
Электрохими́ческие суперконденса́торы (англ. electrochemical supercapacitors) — разновидность ионисторов (суперконденсаторов), в которой сохранение энергии происходит с участием обратимых окислительно-восстановительных электрохимических процессов (фарадеевских процессов) в приповерхностном слое электродного материала.

## Общие сведения
В электрохимических суперконденсаторах при заряде происходят окислительно-восстановительные электрохимические реакции в тонких адсорбционных моно- и полимолекулярных пленках на границах электрод — электролит. При разрядке эти же реакции идут в обратном направлении. Таким образом, в электрохимических суперконденсаторах энергия накапливается в форме внутренней энергии поверхностных соединений на границе электрод — электролит. Характеристики таких накопителей энергии в большой степени зависят от свойств применяемых в них электродов и их конструкции. Основным отличием электрохимических суперконденсаторов от аккумуляторов является то, что электрохимические процессы происходят исключительно на поверхности электрода, что приводит к более высокой скорости протекания электрохимических процессов за счет отсутствия диффузионных затруднений.

## Отличительные особенности
По сравнению с традиционными суперконденсаторами (ионисторами), наиболее серьёзным недостатком электрохимических конденсаторов является меньшая устойчивость электродных материалов к химической и электрохимической деградации. Это приводит к сокращению максимального количества циклов заряда-разряда до нескольких тысяч или десятков тысяч, в зависимости от типа используемого электродного материала.
Основным преимуществом электрохимических конденсаторов по сравнению с аналогами является их потенциально более высокая электроёмкость при сопоставимой мощности. Удельная электроёмкость наиболее совершенных электродов, используемых в ионисторах, обычно не превышает 300—400 Ф/г, в то время как для современных электродов на основе оксидов и гидроксидов рутения ёмкость 600—700 Ф/г не является предельной. Другими известными электродными материалами для электрохимических суперконденсаторов являются нанокристаллические оксиды и гидроксиды никеля и марганца.
Современные электрохимические конденсаторы часто имеют асимметричную конструкцию, в которой на одном электроде накопление энергии происходит в двойном электрическом слое, а на другом — благодаря протеканию фарадеевских процессов. Таким образом, используются положительные стороны суперконденсаторов и электрохимических суперконденсаторов. Электрохимические конденсаторы этого типа в настоящее время представляются наиболее перспективными для дальнейшего усовершенствования.